# Bruno Mora
Bruno Mora (Parma, 29 marzo 1937 – Parma, 10 dicembre 1986) è stato un calciatore e allenatore di calcio italiano, di ruolo attaccante.

## Biografia
Morì a 49 anni per un tumore allo stomaco.

## Caratteristiche tecniche
Ala destra di grande estro e fantasia, abilissimo nel dribbling e con il vizio del gol grazie a un buon tiro.

## Carriera

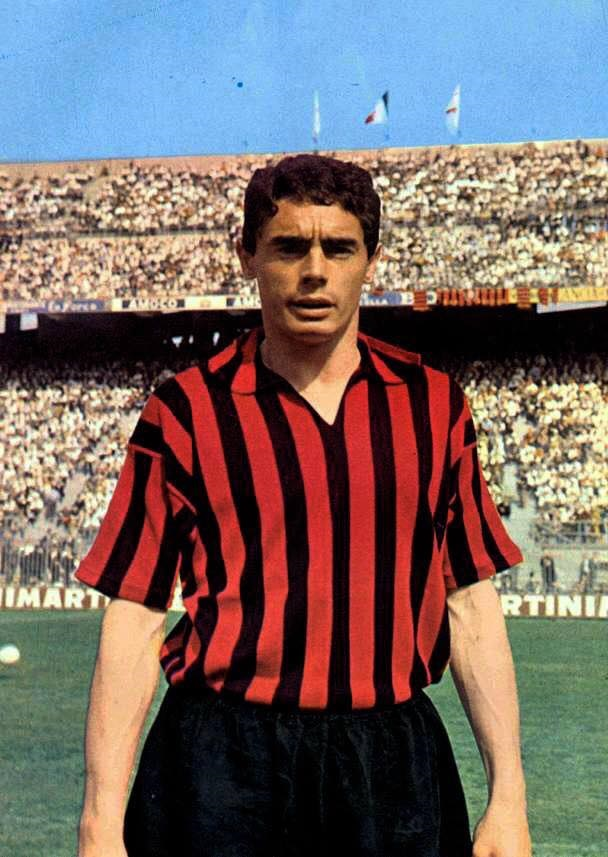
Bruno Mora con la maglia del Milan

### Club
Cresciuto nella Giovane Italia, una rappresentativa della sua città natale, nel 1957, a quindici anni, si trasferì da solo a Genova, dove visse per alcuni anni presso una famiglia locale andando a giocare con la Sampdoria, che lo aveva visionato durante uno degli incontri disputati a Parma. Dei blucerchiati diventò ben presto titolare e vi giocò per tre stagioni, disputando 76 partite e segnando 21 gol. Nel 1960 la Juventus lo fece suo e per le successive due stagioni restò a Torino vincendo uno scudetto. Nell'estate del 1962, voluto fortemente da Rocco e Viani, fu protagonista di un discusso scambio con Sandro Salvadore ed andò a giocare al Milan. Con i rossoneri vinse subito la Coppa dei Campioni, nel 1963, superando il Benfica nella finale di Wembley. Nella successiva edizione di Coppa Intercontinentale fu uno dei protagonisti principali della triplice sfida contro il Santos di Pelé, segnando un gol sia nel primo incontro a San Siro che nella seconda partita al Maracanã. Furono i brasiliani però ad aggiudicarsi il trofeo. Nelle tre stagioni successive Mora si confermò titolare risultando un tassello fondamentale nel Milan di metà anni sessanta con cui raggiunse un terzo e un secondo posto in Serie A rispettivamente nel 1963-64 e 1964-65.
La stagione 1965-66 fu segnata da un grave infortunio: la frattura scomposta di tibia e perone, causata da uno scontro di gioco con il portiere del Bologna Giuseppe Spalazzi, gli impedì infatti di prendere parte al campionato del mondo 1966 in Inghilterra, e gli compromise la prosecuzione della carriera ad alti livelli. Rientrò in campo dopo 10 mesi ma da quel momento, anche a causa dei nuovi acquisti di Hamrin e Prati, non riuscì a giocare con continuità e perse il posto di titolare. Nonostante ciò, Mora aggiunse 35 ulteriori presenze e 6 reti nelle ultime tre stagioni con i rossoneri dopo l'infortunio, nelle quali vinse una Coppa Italia nel 1966-67, uno scudetto e una Coppa delle Coppe nella stagione 1967-68 e una seconda Coppa dei Campioni nel 1968-69. Complessivamente, con il Milan disputò 148 partite segnando 33 gol.
Ha concluso la sua carriera agonistica con il Parma nelle serie minori. In carriera ha totalizzato complessivamente 245 presenze e 62 reti in Serie A.

### Nazionale
Giocò 21 partite nella nazionale italiana realizzando 4 gol e fece parte della squadra azzurra anche al campionato del mondo 1962 in Cile.

## Statistiche

### Presenze e reti nei club
| Stagione         | Squadra          | Campionato       | Campionato | Campionato | Coppe nazionali | Coppe nazionali | Coppe nazionali | Coppe continentali | Coppe continentali | Coppe continentali | Altre coppe | Altre coppe | Altre coppe | Totale | Totale |
| Stagione         | Squadra          | Comp             | Pres       | Reti       | Comp            | Pres            | Reti            | Comp               | Pres               | Reti               | Comp        | Pres        | Reti        | Pres   | Reti   |
| ---------------- | ---------------- | ---------------- | ---------- | ---------- | --------------- | --------------- | --------------- | ------------------ | ------------------ | ------------------ | ----------- | ----------- | ----------- | ------ | ------ |
| 1957-1958        | Sampdoria        | A                | 16         | 2          | CI              | 2               | 2               | -                  | -                  | -                  | -           | -           | -           | 18     | 4      |
| 1958-1959        | Sampdoria        | A                | 23         | 8          | CI              | 1               | 0               | -                  | -                  | -                  | -           | -           | -           | 24     | 8      |
| 1959-1960        | Sampdoria        | A                | 31         | 7          | CI              | 3               | 2               | -                  | -                  | -                  | -           | -           | -           | 34     | 9      |
| Totale Sampdoria | Totale Sampdoria | Totale Sampdoria | 70         | 17         |                 | 6               | 4               |                    | -                  | -                  |             | -           | -           | 76     | 21     |
| 1960-1961        | Juventus         | A                | 28         | 12         | CI              | 3               | 1               | -                  | -                  | -                  | -           | -           | -           | 31     | 13     |
| 1961-1962        | Juventus         | A                | 26         | 5          | -               | -               | -               | CC                 | 6                  | 3                  | -           | -           | -           | 32     | 8      |
| Totale Juventus  | Totale Juventus  | Totale Juventus  | 54         | 17         |                 | 3               | 1               |                    | 6                  | 3                  |             | -           | -           | 63     | 21     |
| 1962-1963        | Milan            | A                | 24         | 5          | CI              | 0               | 0               | CC                 | 7                  | 3                  | CA          | 3           | 1           | 34     | 9      |
| 1963-1964        | Milan            | A                | 28         | 7          | CI              | 1               | 0               | CC                 | 3                  | 0                  | CInt        | 3           | 2           | 35     | 9      |
| 1964-1965        | Milan            | A                | 30         | 6          | CI              | 0               | 0               | CdF                | 1                  | 0                  | -           | -           | -           | 31     | 6      |
| 1965-1966        | Milan            | A                | 12         | 3          | CI              | 0               | 0               | CdF                | 1                  | 0                  | -           | -           | -           | 13     | 3      |
| 1966-1967        | Milan            | A                | 11         | 4          | CI              | 3               | 1               | -                  | -                  | -                  | CM+CdA      | 1+4         | 0           | 19     | 5      |
| 1967-1968        | Milan            | A                | 9          | 1          | CI              | 3               | 0               | CdC                | 1                  | 0                  | -           | -           | -           | 13     | 1      |
| 1968-1969        | Milan            | A                | 2          | 0          | CI              | 1               | 0               | CC                 | 0                  | 0                  | -           | -           | -           | 3      | 0      |
| Totale Milan     | Totale Milan     | Totale Milan     | 116        | 26         |                 | 8               | 1               |                    | 13                 | 3                  |             | 11          | 3           | 148    | 33     |
| 1969-1970        | Parma            | D                | 12         | 3          | -               | -               | -               | -                  | -                  | -                  | -           | -           | -           | 12     | 3      |
| 1970-1971        | Parma            | C                | 12         | 1          | -               | -               | -               | -                  | -                  | -                  | -           | -           | -           | 12     | 1      |
| Totale Parma     | Totale Parma     | Totale Parma     | 24         | 4          |                 | -               | -               |                    | -                  | -                  |             | -           | -           | 24     | 4      |
| Totale carriera  | Totale carriera  | Totale carriera  | 264        | 64         |                 | 17              | 6               |                    | 19                 | 6                  |             | 11          | 3           | 311    | 79     |

### Cronologia presenze e reti in nazionale
| Cronologia completa delle presenze e delle reti in nazionale ― Italia | Cronologia completa delle presenze e delle reti in nazionale ― Italia | Cronologia completa delle presenze e delle reti in nazionale ― Italia | Cronologia completa delle presenze e delle reti in nazionale ― Italia | Cronologia completa delle presenze e delle reti in nazionale ― Italia | Cronologia completa delle presenze e delle reti in nazionale ― Italia | Cronologia completa delle presenze e delle reti in nazionale ― Italia | Cronologia completa delle presenze e delle reti in nazionale ― Italia |
| Data                                                                  | Città                                                                 | In casa                                                               | Risultato                                                             | Ospiti                                                                | Competizione                                                          | Reti                                                                  | Note                                                                  |
| --------------------------------------------------------------------- | --------------------------------------------------------------------- | --------------------------------------------------------------------- | --------------------------------------------------------------------- | --------------------------------------------------------------------- | --------------------------------------------------------------------- | --------------------------------------------------------------------- | --------------------------------------------------------------------- |
| 29-11-1959                                                            | Firenze                                                               | Italia                                                                | 1 – 1                                                                 | Ungheria                                                              | Coppa Internazionale                                                  | -                                                                     |                                                                       |
| 6-1-1960                                                              | Napoli                                                                | Italia                                                                | 3 – 0                                                                 | Svizzera                                                              | Coppa Internazionale                                                  | -                                                                     | 46’                                                                   |
| 10-12-1960                                                            | Napoli                                                                | Italia                                                                | 1 – 2                                                                 | Austria                                                               | Amichevole                                                            | -                                                                     |                                                                       |
| 25-4-1961                                                             | Bologna                                                               | Italia                                                                | 3 – 2                                                                 | Irlanda del Nord                                                      | Amichevole                                                            | -                                                                     |                                                                       |
| 24-5-1961                                                             | Roma                                                                  | Italia                                                                | 2 – 3                                                                 | Inghilterra                                                           | Amichevole                                                            | -                                                                     |                                                                       |
| 15-6-1961                                                             | Firenze                                                               | Italia                                                                | 4 – 1                                                                 | Argentina                                                             | Amichevole                                                            | 1                                                                     |                                                                       |
| 15-10-1961                                                            | Tel Aviv                                                              | Israele                                                               | 2 – 4                                                                 | Italia                                                                | Qual. Mondiali 1962                                                   | -                                                                     |                                                                       |
| 4-11-1961                                                             | Torino                                                                | Italia                                                                | 6 – 0                                                                 | Israele                                                               | Qual. Mondiali 1962                                                   | -                                                                     |                                                                       |
| 5-5-1962                                                              | Firenze                                                               | Italia                                                                | 2 – 1                                                                 | Francia                                                               | Amichevole                                                            | -                                                                     |                                                                       |
| 2-6-1962                                                              | Santiago del Cile                                                     | Cile                                                                  | 2 – 0                                                                 | Italia                                                                | Mondiali 1962 - 1º turno                                              | -                                                                     | Cap.                                                                  |
| 7-6-1962                                                              | Santiago del Cile                                                     | Italia                                                                | 3 – 0                                                                 | Svizzera                                                              | Mondiali 1962 - 1º turno                                              | 1                                                                     |                                                                       |
| 11-11-1962                                                            | Vienna                                                                | Austria                                                               | 1 – 2                                                                 | Italia                                                                | Amichevole                                                            | -                                                                     | 35’                                                                   |
| 14-12-1963                                                            | Torino                                                                | Italia                                                                | 1 – 0                                                                 | Austria                                                               | Amichevole                                                            | -                                                                     |                                                                       |
| 4-11-1964                                                             | Genova                                                                | Italia                                                                | 6 – 1                                                                 | Finlandia                                                             | Qual. Mondiali 1966                                                   | -                                                                     |                                                                       |
| 5-12-1964                                                             | Bologna                                                               | Italia                                                                | 3 – 1                                                                 | Danimarca                                                             | Amichevole                                                            | -                                                                     |                                                                       |
| 1-5-1965                                                              | Firenze                                                               | Italia                                                                | 4 – 1                                                                 | Galles                                                                | Amichevole                                                            | -                                                                     |                                                                       |
| 16-6-1965                                                             | Malmö                                                                 | Svezia                                                                | 2 – 2                                                                 | Italia                                                                | Amichevole                                                            | -                                                                     |                                                                       |
| 23-6-1965                                                             | Helsinki                                                              | Finlandia                                                             | 0 – 2                                                                 | Italia                                                                | Qual. Mondiali 1966                                                   | -                                                                     |                                                                       |
| 27-6-1965                                                             | Budapest                                                              | Ungheria                                                              | 2 – 1                                                                 | Italia                                                                | Amichevole                                                            | -                                                                     |                                                                       |
| 1-11-1965                                                             | Roma                                                                  | Italia                                                                | 6 – 1                                                                 | Polonia                                                               | Qual. Mondiali 1966                                                   | 1                                                                     |                                                                       |
| 7-12-1965                                                             | Napoli                                                                | Italia                                                                | 3 – 0                                                                 | Scozia                                                                | Qual. Mondiali 1966                                                   | 1                                                                     |                                                                       |
| Totale                                                                |                                                                       | Presenze                                                              | 21                                                                    |                                                                       | Reti                                                                  | 4                                                                     |                                                                       |

## Palmarès

### Giocatore

#### Club

##### Competizioni giovanili
- Torneo di Viareggio: 1

Sampdoria: 1958

##### Competizioni nazionali
- Campionato italiano: 2

Juventus: 1960-1961
Milan: 1967-1968
- Coppa Italia: 1

Milan: 1966-1967
- Campionato italiano Serie D: 1

Parma: 1969-1970 (girone B)

##### Competizioni internazionali
- Coppa dei Campioni: 2

Milan: 1962-1963, 1968-1969
- Coppa delle Coppe: 1

Milan: 1967-1968